# 리진밍
리진밍(중국어: 李金铭, 병음: Lǐ Jīnmíng, 한자음: 이금명, 1985년 11월 21일 ~ )은 중화인민공화국의 배우이다.
산둥성 지난시에서 태어났다.

## 방송
- 의관소전 2
- 요재신편
- 명성도아가
- 애정공우 4
- 미박체인